# Jerzy Abratowski
Jerzy Gabriel Abratowski (ur. 22 kwietnia 1929 we Lwowie, zm. 1 lutego 1989 w Los Angeles) – polski pianista, organista i kompozytor.

## Życiorys
Studiował muzykologię na Uniwersytecie Wrocławskim, ale jej nie ukończył.
Komponował muzykę teatralną (Szklana menażeria Tennessee Williamsa) i muzykę filmową (do filmów krótkometrażowych). Jest twórcą musicalu Wygnanie z raju (razem z Krzysztofem Komedą, libretto Andrzej Tylczyński). 
Do 1952 współpracował jako pianista i kompozytor z Teatrem Młodego Widza i Polskim Radiem we Wrocławiu. Później w Warszawie prowadził własny zespół instrumentalny, z którym nagrał płytę Stare niezapomniane przeboje z debiutującą Sławą Przybylską (1957), współpracował z kabaretem Szpak.
Skomponował ponad 150 piosenek, m.in: Co będzie za Żelazną Bramą (sł. Stanisław Werner), Dwie szklaneczki wina, Gdy mi Ciebie zabraknie (sł. Kazimierz Winkler) z rep. Ludmiły Jakubczak, uznaną w 1960 roku za najpopularniejszą piosenkę okresu powojennego, Jesteś moja miłością, Księżyc i astry, Nie z każdej mąki będzie chleb z rep. Joanny Rawik, Szeptem (sł. Jacek Korczakowski, II nagroda w kategorii piosenek polskich, II MFP, Sopot, 1962), W moich cierpień izdebce (sł. Jeremi Przybora), Zgubiłem dzień (sł. Witold Rychter), Żniwna dziewczyna (sł. Wojciech Młynarski).

## Życie prywatne
Pochodził z rodziny muzyków-organistów (od siedmiu pokoleń), syn Kazimierza Abratowskiego.
Od 1936 mieszkał w Tarnowie; od 1952 – w Warszawie.
Był pierwszym prywatnym posiadaczem organów Hammonda w Polsce.
Był mężem piosenkarki Ludmiły Jakubczak. W 1961 kierował samochodem, który w trudnych warunkach pogodowych wpadł w poślizg i rozbił się na drzewie. W wypadku zginęła jego żona, on sam wraz z towarzyszącą im Ireną Santor odnieśli niegroźne obrażenia. Uważał się za winnego śmierci żony. Zamieszkał na kilka tygodni w klasztorze w Tyńcu, a pod koniec lat 60. wyemigrował do Stanów Zjednoczonych. 1 lutego 1989 zginął tragicznie w Los Angeles przypadkowo postrzelony podczas napadu na bank, w którym przebywał.